# ル・ファンタスク (大型駆逐艦)
ル・ファンタスク（フランス語：Le Fantasque, -10/X101/X103/D610）は、フランス海軍の大型駆逐艦。ル・ファンタスク級のネームシップ。艦名は「幻想的な、空想」といった意。この名を受け継いだ艦としては6代目にあたる。

## 艦歴
ル・ファンタスクは、ロリアンのロリアン海軍工廠で1931年11月15日に起工、1934年3月15日進水し、1935年3月10日に就役した。
1936年5月1日、ル・ファンタスクは姉妹艦ル・テリブルとローダシューとともに第10軽部隊（10e division légère）を編成し、ブレストを拠点とする第2軽戦隊（2e escadre légère）に配属された。その後他の駆逐艦で構成された軽部隊と同様に、1937年4月12日にル・ファンタスクら第10軽部隊はブレストを母港とする第10駆逐隊（10e Divisions de Contre-Torpilleurs）に改編された。

### 第二次世界大戦

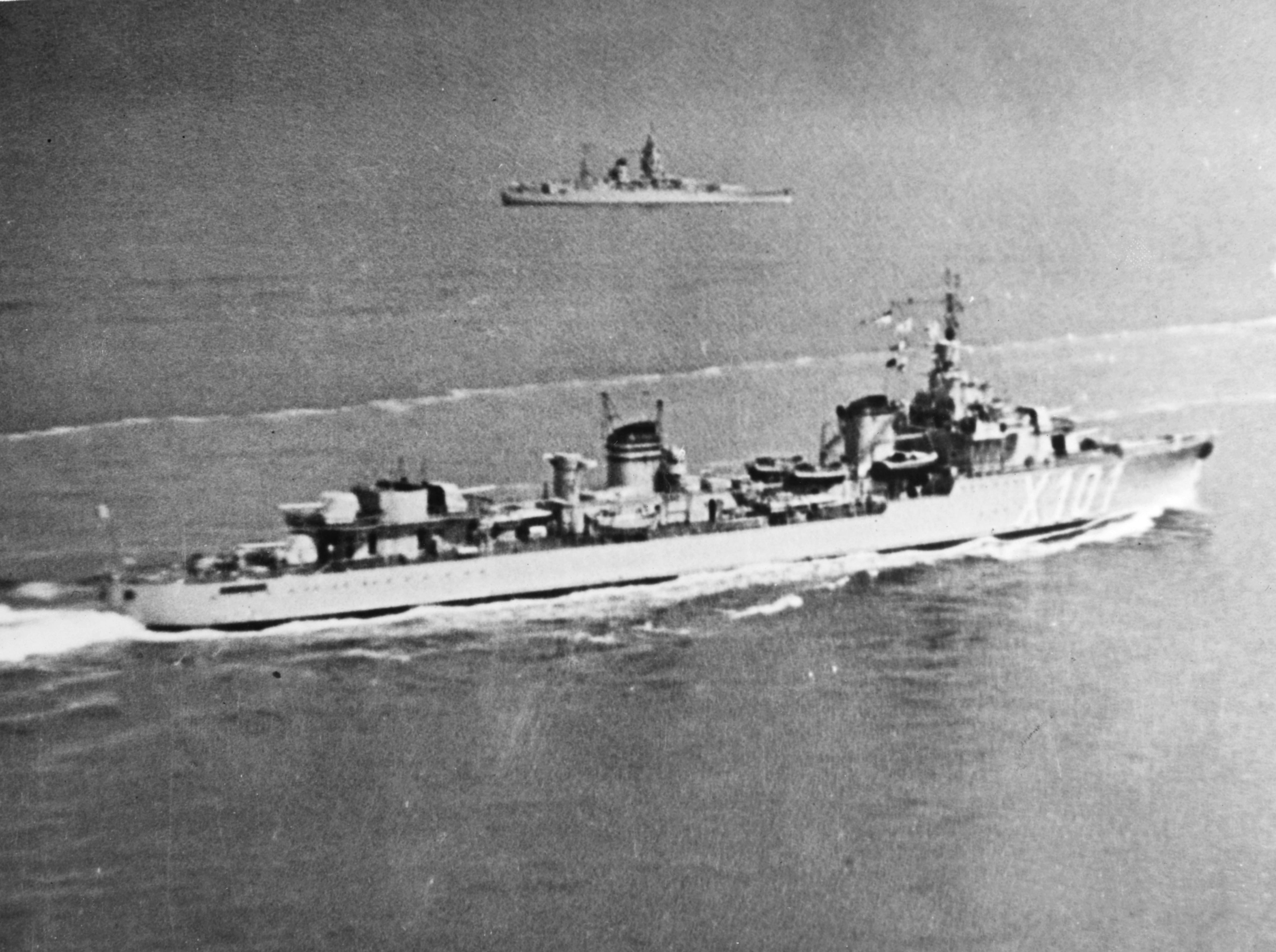
大西洋で演習を行うル・ファンタスク。1939年6月。

1939年9月に第二次世界大戦が勃発し、ル・ファンタスクら第10駆逐隊は戦艦ダンケルク、ストラスブールら海軍で特に近代的と考えられた艦艇とともに襲撃部隊を構成した。第10駆逐隊は1940年1月までダカールを拠点に哨戒活動を行ったが、これらは主にグラーフ・シュペーなどのドイツ海軍の通商破壊艦捜索を目的としていた。
1939年10月16日、ル・ファンタスクはダカールの180km南西海上でギニアからドイツへ逃れようとしていたドイツの商船ハーレ（Halle）を発見し沈めた。10月25日、ル・テリブルと重巡洋艦デュプレクスとともに哨戒中だったル・ファンタスクはドイツ船サンタフェを発見し捕獲した。

### ダカール沖海戦
フランス降伏後の1940年9月初め、ヴィシー政府によってル・ファンタスク、ローダシューとル・マランの第10駆逐隊は第4巡洋艦戦隊とともにダカールへの移動を命じられた。
そして9月23日、自由フランス軍がイギリス海軍の支援の下でダカールに上陸しようとしたダカール沖海戦に遭遇した。この戦いでは僚艦ローダシューがオーストラリア海軍の重巡洋艦オーストラリアの砲撃で擱座してしまったが、ル・ファンタスクとル・マランは高速でダカール港を走りながら煙幕を展開して巡洋艦を守り、さらにイギリス海軍の空母アーク・ロイヤルから発進した艦載機による数度の空襲も撃退した。

### 自由フランス海軍

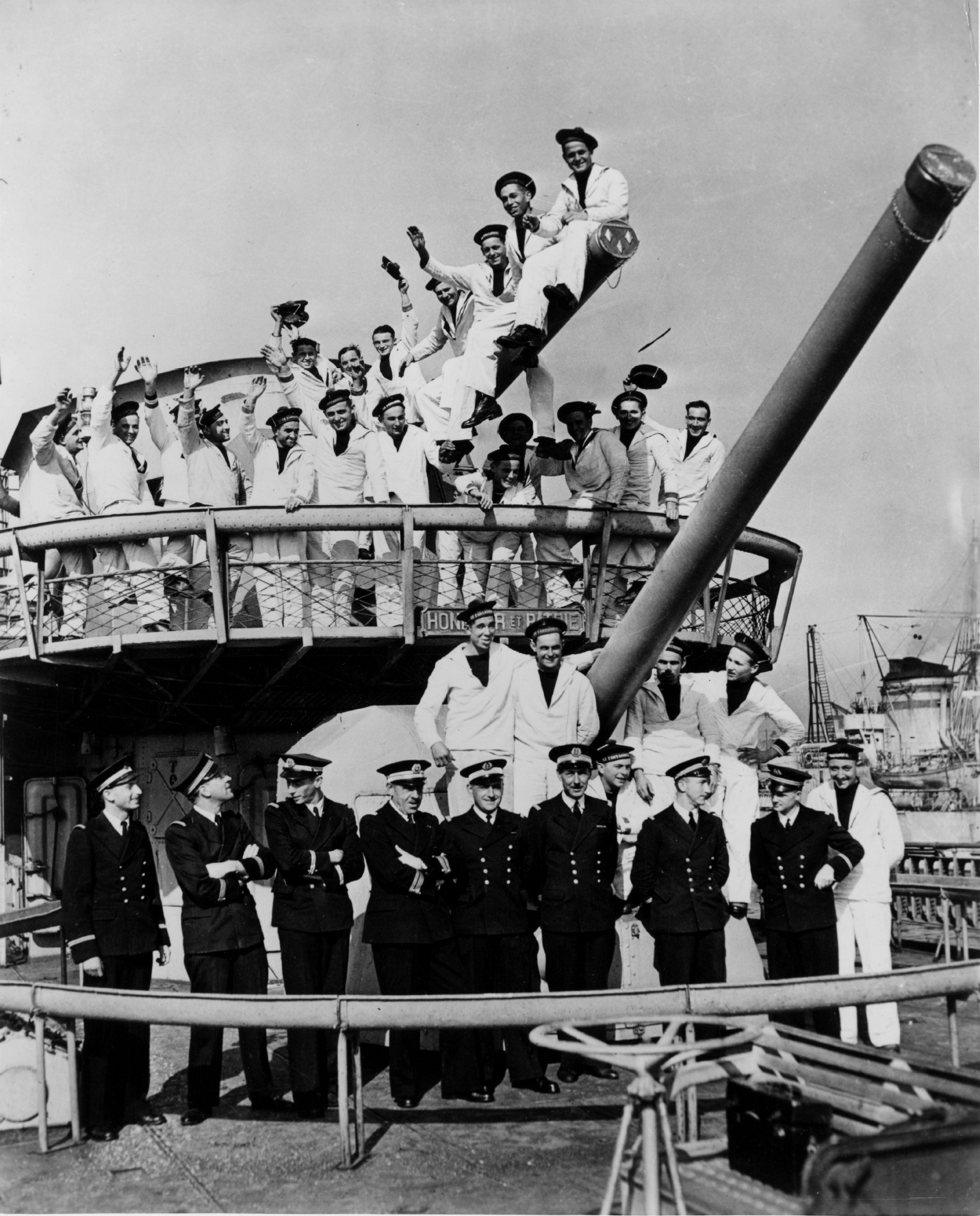
ボストン海軍工廠に到着後のル・ファンタスクの乗員。1943年2月。

1942年のトーチ作戦から程なくして、アルジェリアのヴィシー・フランス軍が自由フランス軍に加わることになった。そのため、ル・ファンタスクとル・テリブル、ル・マランも自由フランス海軍に所属することとなり、ル・ファンタスクとル・テリブルは近代化改修のため1943年2月14日にアメリカ合衆国のニューヨークへ到着した（ル・マランも6月に到着）。
アメリカ到着後、ル・ファンタスクはマサチューセッツ州ボストンのボストン海軍工廠で大規模な改修を受け、既存の対空火器はすべて撤去されたうえで20mm単装機銃8基と2番煙突前方に40mm連装機銃を2基、3番・4番主砲間に40mm四連装機銃を1基搭載した。対潜兵装強化のため、格納式ASDICの装備や後部魚雷発射管を撤去して爆雷投射機4基が搭載された。また、アメリカ製対空警戒・航法用レーダーが搭載されたことで強度を確保するためマストがラティス・マストに更新されている。さらに無線の強化、艦体に消磁電路の装着、燃料タンクの容量増加といった改良も行われている。ル・ファンタスクの改装は1943年5月13日に完了し、6月25日にカサブランカへ向け出港した。これらの改装により約500トンの重量増加となったが、ル・ファンタスクとル・テリブルは改装後の公試でも40ノットを発揮している。改装後、ル・ファンタスクら大型駆逐艦は米英の基準に合わせて艦種が「軽巡洋艦」に変更された。

### アヴァランチ作戦
7月に北アフリカへ戻った後、ル・ファンタスクはアヴァランチ作戦（サレルノ上陸）の上陸支援を行い、地上への艦砲射撃やドイツ空軍爆撃機に対する対空戦闘などを行った。
9月13日から14日にかけて、ル・ファンタスクはコルシカ島で戦うレジスタンスを支援するためにアジャクシオへ第1強襲空挺大隊の兵員250名を上陸させた。ル・ファンタスクは以降もアルジェとアジャクシオを往復し、武器弾薬や増援部隊の輸送に従事した。
12月24日にはドイツの商船ニコライン・マースク（Nicoline Maersk）を捕捉、スペインのトゥルトーザ付近に擱座させる戦果を挙げている。

### アドリア海

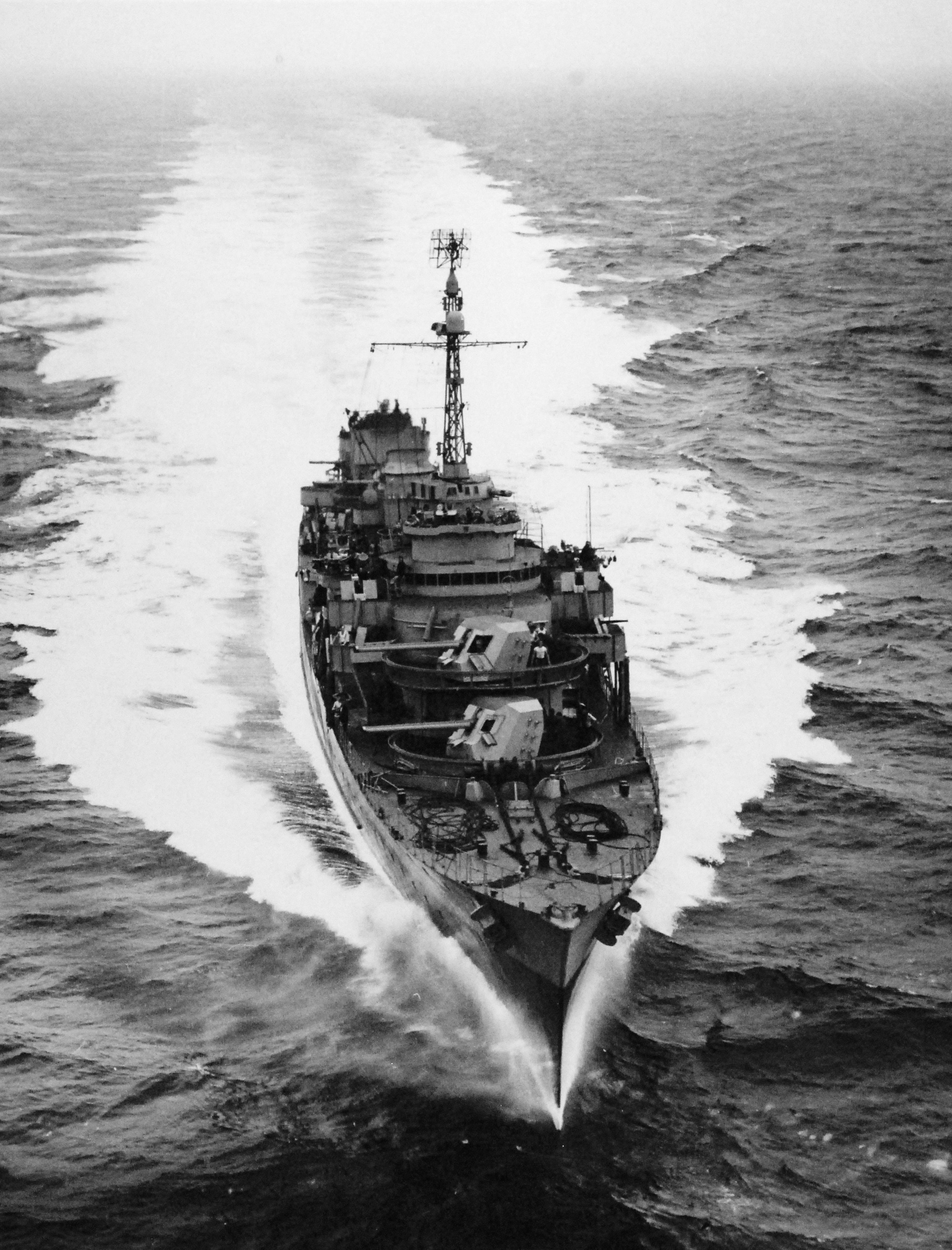
13.8cm主砲を指向するル・ファンタスク。1943年。

ル・ファンタスクらの艦種が「軽巡洋艦」に変更されたことを反映し、1944年初めに第10駆逐隊も第10軽巡洋艦隊（10e Division de Croiseurs Légers）に改編された。第10軽巡洋艦隊の3隻（ル・ファンタスク、ル・テリブル、ル・マラン）はイギリス海軍第24駆逐艦戦隊（24th Destroyer flotilla）に加わってアドリア海を哨戒し、 イタリアとユーゴスラヴィア間の海上輸送を阻止すべく活動した。この活動はイギリス海軍駆逐艦も行っていたものの、フランス海軍の大型駆逐艦に比べて主に南部で活動していた。ル・ファンタスクらは世界最速レベルの優速を生かしてアドリア海北部にまで進出し、敵の輸送船団を捜索・撃滅すべく夜間に30ノット程度の高速で哨戒を行っていた。3隻の機関は高速を発揮する反面、度々故障も引き起こしていたため、対策として2隻を行動状態に置き、残る1隻は整備とするローテーション運用が行われた。
1944年3月18日から19日にかけての夜にル・テリブルと哨戒中だったル・ファンタスクは、ギリシャへ物資輸送中だったドイツの輸送船団を攻撃する。この船団は曳船タイタニック（Titanic）とF型舟艇F124、そして護衛のジーベルフェリーSF270、SF273、SF274からなっていた。
SF273とSF274は炎上し沈没、F124とSF270は無力化され乗員によって放棄された後に連合軍機の空襲で沈められた。わずかにタイタニックだけがキパリシアに逃げ延びた。
6月17日未明、クヴァルネル湾で「ル・テリブル」は「ル・ファンタスク」とともに小型タンカー「ジュリアーナ（Giuliana）」、油艀「Toni」、「Peter」、Rボート「R4」、「R8」、「R14」、「R15」からなる船団を攻撃して「ジュリアーナ」を沈め、他も「R14」以外すべてを損傷させた。

### 南フランス上陸作戦
8月15日、ル・ファンタスクら第10軽巡洋艦隊は南フランスのプロヴァンス地方への上陸作戦（ドラグーン作戦）に参加した。ル・ファンタスクは砲撃により上陸部隊の戦闘を援護した。

### 戦後

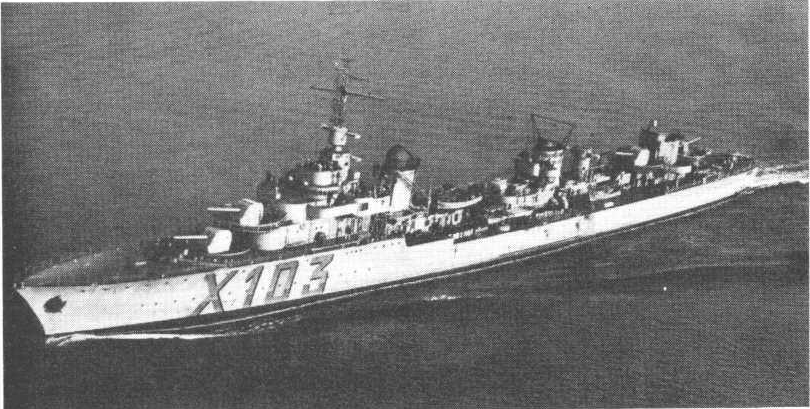
戦後のル・ファンタスク。1950年。

終戦から間もない1945年10月27日、ル・ファンタスクはフランス領インドシナのサイゴンに入港し、その2日後には姉妹艦ル・トリオンファンとの再会を果たした。ル・トリオンファンはずっと太平洋方面で活動していたため、両者が顔を合わせたのは実に1940年以来のことであった。ル・ファンタスクとル・トリオンファンは、以降1946年3月までベトミンとの戦闘を支援した後にフランス本国へ帰還している。
ル・ファンタスクは1950年まで現役に留まったが、艦の状態不良により同年8月にビゼルトで予備役のカテゴリ「A」に置かれた。その後ル・ファンタスクは1951年7月1日に「一等護衛駆逐艦」（Destroyer-Escorteur de 1re Classe）、次いで1953年に「高速護衛艦」（Escorteur Rapide）に再分類され、新たな艦番号D610が与えられたが、ル・ファンタスクが現役復帰することはなかったため実際にこのナンバーが記されることはなかった。
ル・ファンタスクは1953年10月に宿泊艦としてトゥーロンに曳航された後、1955年2月17日には予備役のカテゴリ「B」に置かれた。ル・ファンタスクは1957年5月2日に除籍され、Q98と改名された。ル・ファンタスクの艦体はスクラップとして売却された後にラ・セーヌ＝シュル＝メールで解体された。